# 27983 Бернарді
27983 Бернарді (27983 Bernardi) — астероїд головного поясу, відкритий 26 жовтня 1997 року.
Тіссеранів параметр щодо Юпітера — 3,401.